# Badische Bauernschule
Die Badische Bauernschule, zuletzt Ländliche Heimvolkshochschule, in Tiengen war bis 2004 eine landwirtschaftliche Ausbildungsstätte des  Badischen Landwirtschaftlichen Hauptverbandes (BLHV).

## Geschichte
Am 22. November 1931 wurde die Badische Bauernschule durch mehrere Verbandszusammenschlüsse unter Lambert Schill im Schloss Ittendorf gegründet . Bereits 1933 wurde diese Bauernschule zwangsaufgelöst.
Nach dem Zweiten Weltkrieg erwarb auf Initiative von Oberlandwirtschaftsrat Schwörer „die Kreisverwaltung Waldshut in Schwerzen  das Barackenlager des RAD (Reichsarbeitsdienst) für Mädchen […] und richtete unter dem damaligen Landrat Joachim Straub im Herbst 1945 eine Mädchenklasse als Außenstelle der Landwirtschaftsschule Waldshut ein. […] Mit Hilfe des BLHV […] konnte der Schulbeginn im Januar 1947 auf einfache Art beginnen.“
Der erste Lehrgang für Jungbauern begann am 15. November 1948 und am 4. Januar 1949 „wurden die Baracken vom Landwirtschaftsrat Dr. Schwörer vom Landwirtschaftsamt Waldshut übernommen.“ Die Mädchenklasse der Landwirtschaftsschule bestand in Schwerzen bis 1952 und zog im November des Jahres in den Neubau der Landwirtschaftsschule in Waldshut um. „Von 1948 bis 1955 besuchten 239 Jungbauern und 95 Jungbäuerinnen die Bauernschule in Schwerzen.“
Mit dem 7. Hauptlehrgang 1955 erfolgte der Umzug der Bauernschule in einen Neubau auf dem Vitibuck in Tiengen .
Die in den 1990er Jahren in Ländliche Heimvolkshochschule umbenannte Anstalt beendete 2004 die Tätigkeit als Ausbildungsstätte des Badischen Landwirtschaftlichen Hauptverbandes (BLHV).